# Гречанюк Радислав Юрійович
Радислав Юрійович Гречанюк (20 вересня 1997, с. Зіньків — 22 лютого 2024, поблизу с. Терни) — український військовослужбовець, молодший сержант 95 ОДШБр ЗСУ, учасник російсько-української війни.

## Життєпис
У березні 2021 року був призваний на військову службу за контрактом.
У лютому-березні 2022 року у складі 80 ОДШБр приймав участь у бойових діях в с. Андрійчикове (Миколаївська обл.), де отримав 2 кульових поранення. За сумлінне виконання військових обов'язків був нагороджений орденом «За мужність» ІІІ ступеня. Був командиром штурмового відділення. Воював у с. Козацьке (Херсонська обл) та м. Вознесенськ (Миколаївська обл).
В 2023 році в складі 82 ОДШБр був головним сержантом взводу, гідно давав відсіч противнику на Запоріжжі (звільнення с. Роботине, с. Вербове). 21 серпня 2023 року був нагороджений нагрудним знаком «Хрест Військова честь».
З 8 вересня 2023 року в 95 ОДШБр був командиром відділення. Воював у м. Куп‘янськ, Макіївка, Терни.

## Загибель
Загинув 22 лютого 2024 року поблизу населеного пункту Терни Лиманського району Донецької області.

## Нагороди
- Орден За мужність ІІ ступеня[2]
- Орден За мужність ІІІ ступеня
- «Хрест Військова честь»